# Søbygård (Ærø)
 For alternative betydninger, se Søbygaard. (Se også artikler, som begynder med Søbygaard)
Søbygaard er en herregård nær Søby, Søby Sogn, Ærø Herred på Ærø, bygget i 1580 som jagtslot af hertug Hans den yngre.
Hovedbygningen og ladegården blev opført på to selvstændige borgbanker der var forbundet med en vindebro. Voldgraven blev drænet i 1770'erne og dyrket. I dag ejes Søbygaard af Den selvejende institution Søbygaard, der sammen med andre er i gang med en større restaurering af herregården.

## Historie
Søbygaard har tidligere haft afgørende magt og indflydelse på Ærø. Ud over Søbygaard rummer området voldanlægget Søby Volde, som sandsynligvis blev etableret af kong Niels (1104-1134) som værn mod fremmede angreb.
Mellem Søby volde og bunden af Vitsø Nor er der ved udgravninger i 1978 og 2004 fundet spor af en middelalderlig bebyggelse, som viser, at der i 1100-tallet var en ladeplads med handel og håndværkere. 1788 blev fjordarmen som et af de tidligste landvindingsprojekter omdannet til en strandsø ved udbygning af strandvolden, som var den naturlige dæmning mod Lillebælt.
Nord for Søbygaard ved siden af Søby Volde ligger Vester Mølle, som er en hollandsk vindmølle opført i 1824 som erstatning for to ældre stubmøller.

### Hertugerne på Søbygård
Søbygaard blev opført i 1580 af hertug Hans den Yngre af Slesvig-Holsten-Sønderborg. Den har dog kun sjældent været benyttet som bolig af hertugerne. Efter hertug Hans' død i 1622 arvede Hertug Christian gården. Når han var på Ærø boede han for det meste på herregården Gråsten, vest for Gråsten Nor. Da hertug Christian døde i 1633, opstod der problemer, da han havde tre brødre og en fostersøn, der alle var arveberettigede. Sagen blev afgjort i Egernførde den 6. februar 1634. Ved lodtrækning blev Ærø delt i fire. Hertug Christians bror hertug Joachim Ernst overtog Søbygaard, men besøgte aldrig Ærø. Han skaffede dog mere jord til Søbygaard, da han fik tilføjet dele af Lebys jorde og Lebykobbel til gården.
Da hertug Joachim Ernst døde i 1671 arvede hans søn generalen Bernhard af Slesvig-Holsten-Sønderborg-Pløn (en), Søbygaard. I 1675 bortforpagtede han gården i tre år. I 1676 døde han, og Søbygaard gik til hans ældste bror, August. August havde også fået tildelt Nordborg på Als. Hans yngste søn, Christian Carl, arvede i 1699 Søbygaard, hvor han boede i flere perioder. Christian Carl lod anlægge en allé gennem skoven i Snorløkke. Han døde allerede i 1706 i Sønderborg. Da han ikke havde nogen sønner, gik Søbygaard til hans ældste bror Joachim Frederik af Nordborg. Han bortforpagtede straks Søbygaard, og gården blev indtil udstykningen i 1771 drevet af forpagtere.

### Udstykningen af Søbygård
Alle de herregårde Hans den Yngre opførte, var nu kommet i kronens eje, og de blev nu opløst. Søbygård blev solgt i 1772. På Søbygårds jorder opstod flere samlede bebyggelser, der fik navn efter Søbygårds marker. Landsbyerne hed Havrekobbel, Skelhaven, Stærmose, Snorløkke, Røndal, Langevrætte og Lebykobbel.
Den første køber af Søbygård var amtsforvalter Christian Hansen. Han døde dog 10 år senere, og hans enke blev gift med Ove Fabricius. Da han døde i 1821, drev hans enke gården videre.
I 1847 var der knap 50 ejendomme på Søbygaards jorder, men kun 4-5 af dem var i gårdstørrelse – resten var små husmandsbrug.
Familien Fabricius måtte dog sælge gården i 1876 på grund af økonomiske problemer. Den blev solgt til Peter Eriksen Knudsen for 100.000 kr., og familien drev gården til 1965, hvor den solgte hovedbygningen fra ladebygningerne og forpagtede jorden.
Hovedbygningen blev solgt til en museumsassistent fra Ribe, da ejeren af Søbygård ikke havde ressourcer til at restaurere den. Derfor havde han søgt efter en historisk interesseret, der ville arbejde på at få Søbygård restaureret. Landbruget forblev i familien Knudsens eje.

### Nutidens Søbygård
Selv om Søbygaard har været fredet i en længere årrække, har manglende brug og svigtende vedligeholdelse medført, at slottet og avlsbygningernes bevarelse længe var truet. I 1991 købte den selvejende institution Søbygård hovedbygningen med henblik på restaurering. Den har siden gennemgået store restaureringer. Der er bygget en vindebro over voldgraven, stensætningen rundt om hovedbygningen er restaureret, forvalterboligen er restaureret og restaureringen af nordfløjen og vestfløjen er også færdige. Også søen og voldgraven er igen fyldt med vand som i de gamle tider.
2008 modtog Den selvejende institution Søbygaard af A.P. Møller og Hustru Chastine Mckinney Møllers Fond til Almene Formål 19 millioner kroner til restaureringen af nordlængen, der væltede i en storm i 1757.
De nuværende projekter udføres i samarbejde mellem Ærø Kommune, Den Selvejende institution Søbygård, Skov- og Naturstyrelsen, Øhavsmuseet samt eksterne konsulenter og håndværkere.
I dag bliver Søbygaard brugt til udstillinger og koncerter. Udstillingerne varierer efter tema. I sommersæsonen arrangeres Søbygaardkoncerterne, der er klassiske koncerter fordelt over sommeren. Avlsgårdens restaureret sydlænge Søbygaardsalen bruges til koncerter, fester og andre arrangementer. Salen er udsmykket med forlæg til kirkemosaiker lavet af kunstneren Sven Havsteen-Mikkelsen.
Støtteforeningen Søbygaards Venner blev oprettet i 1992 med det formål at bevare Søbygaard og give områdets fysiske rammer et kulturhistorisk indhold, eks. Søbygaardkoncerterne, i overensstemmelse med stedets og hele Ærøs historiske baggrund.

## Søbygårds ejere
De sønderjyske hertuger ejede i flere generationer Søbygård. Kongen overtog gården i 1722.
- 1580 – 1622 Hertug Hans den yngre
- 1622 – 1634 Hertug Christian
- 1634 – 1671 Joachim Ernst af Slesvig-Holsten-Sønderborg-Plön
- 1671 – 1676 Hertug Bernhard
- 1676 – 1699 August af Slesvig-Holsten-Sønderborg-Nordborg
- 1699 – 1706 Christian Carl af Slesvig-Holsten-Sønderborg-Nordborg
- 1706 – 1722 Joachim Frederik af Slesvig-Holsten-Sønderborg-Plön
- 1722 – 1729 Frederik 4.
- 1729 – 1771 Prins Christian Carl
- 1771 – 1784 Amtsfuldmægtig Christian Hansen
- 1784 – 1821 Ove Fabricius
- 1821 – 1849 Enkefru Anna Cathrine Fabricius
- 1849 – 1875 Familien Barfoed
- 1875 – 1890 Peter E. Knudsen
- 1890 – 1901 Niels Knudsen
- 1901 – 1925 P. C. Knudsen
- 1925 – 1967 Kristen Knudsen
- 1967 – 1991 Peter C. Knudsen
- 1991 – Den Selvejende Institution Søbygaard